# Club Brugge KV
Club Brugge är en belgisk fotbollsklubb från Brygge, grundad 1891.
Club Brugge grundades 1 november 1891 och är en av Belgiens äldsta och mest framgångsrika fotbollsklubbar. Det är den mest populära föreningen i Brygge framför Cercle Brugge KSV. Brugge gick upp i Belgiens högstaliga 1959. 1968 blev man för första gången belgiska cupmästare efter seger mot Beerschot AC. 1973 blev man för andra gången belgiska mästare, 53 år efter den första titeln.
Under Ernst Happels ledning firade klubben sina första framgångar internationellt med final i Uefacupen 1975/1976 och final i Europacupen 1978. Både gångerna förlorade man mot Liverpool FC.
Brugge har spelat i Champions League 1992/93, 2002/03, 2003/04 och 2005/06.

## Historia
1890 gick elever från den katolska skolan Broeders Xaverianen och den neutrala skolan Koninklijk Atheneum samman för att bilda Brugsche Football Club. De tidigare studenterna döpte klubbene genom att etablera det latinska mottot "mens sana in corpore sano" (ett friskt sinne i en frisk kropp). Ett år senare den 13 november 1891 skapades klubben på nytt under Brugsche FC, och detta ses nu som den officiella grunden för nuvarande Club Brugge. 1892 installerades en officiell styrelse i klubben för att övervaka alla operationer och lagbeslut. 1895 grundades den nationella friidrottens idrottsförbund, föregångare till det senare nationella fotbollsförbundet, under namnet UBSSA (Union Belge des Sociétés de Sports Athlétiques); Brugsche FC var en grundande medlem av UBSSSA och deltog som sådan i den första kampanjen någonsin som organiserades i belgisk fotboll under säsongen 1895–96.

## Meriter
Belgisk mästare1920, 1973, 1976, 1977, 1978, 1980, 1988, 1990, 1992, 1996, 1998, 2003, 2005, 2016, 2018, 2020,2021, 2022
Belgisk cupmästare1968, 1970, 1977, 1986, 1991, 1995, 1996, 2002, 2004, 2007, 2015
Belgisk supercupmästare1980, 1986, 1988, 1990, 1991, 1992, 1994, 1996, 1998, 2002, 2003, 2004, 2005, 2016, 2018

## Truppen
Uppdaterad trupp: 2023-10-03
| 21 | England | Josef Bursik   | 12 juli 2000     | Stoke City (-23) |
| 22 | Belgien | Simon Mignolet | 6 mars 1988      | Liverpool (-19)  |
| 29 | Belgien | Nordin Jackers | 5 september 1997 | OH Leuven (-23)  |
| 33 | Belgien | Nick Shinton   | 10 maj 2001      | Club Brugge KV   |

| 4  | Ecuador       | Joel Ordóñez    | 21 april 2004    | Independiente del Vallee (-22) |
| 6  | Ghana         | Denis Odoi      | 27 maj 1988      | Fulham (-22)                   |
| 14 | Nederländerna | Bjorn Meijer    | 18 mars 2003     | Groningen (-22)                |
| 28 | Belgien       | Dedryck Boyata  | 28 november 1990 | Hertha Berlin (-22)            |
| 44 | Belgien       | Brandon Mechele | 28 januari 1993  | Club Brugge KV                 |
| 55 | Belgien       | Maxim De Cuyper | 22 december 2000 | Club Brugge KV                 |
| 58 | Belgien       | Jorne Spileers  | 21 januari 2005  | Club Brugge KV                 |
| 64 | Belgien       | Kyriani Sabbe   | 26 januari 2005  | Club Brugge KV                 |

| 10 | Norge    | Hugo Vetlesen       | 29 februari 2000 | Bodö/Glimt (-23)              |
| 15 | Nigeria  | Raphael Onyedika    | 19 april 2001    | Midtjylland (-22)             |
| 20 | Belgien  | Hans Vanaken        | 24 augusti 1992  | Lokeren (-15)                 |
| 27 | Danmark  | Casper Nielsen      | 29 april 1994    | Union SG (-22)                |
| 39 | Colombia | Éder Balanta        | 28 februari 1993 | Basel (-19)                   |
| 62 | Japan    | Shion Homma         | 9 augusti 2000   | Albirex Niigata (-22)         |
| 77 | Danmark  | Philip Zinckernagel | 16 december 1994 | Olympiakos (-23)              |
| -  | USA      | Owen Otasowie       | 6 januari 2001   | Wolverhampton Wanderers (-21) |

| 7  | Danmark   | Andreas Skov Olsen | 29 december 1999 | Bologna (-22)                |
| 8  | Polen     | Michał Skóraś      | 15 februari 2000 | Lech Poznań (-23)            |
| 9  | Spanien   | Ferran Jutglà      | 1 februari 1999  | Barcelona (-22)              |
| 11 | Spanien   | Víctor Barberá     | 20 augusti 2004  | Barcelona (-23)              |
| 17 | Kanada    | Tajon Buchanan     | 8 februari 1999  | New England Revolution (-22) |
| 32 | Norge     | Antonio Nusa       | 17 april 2005    | Stabaek (-21)                |
| 68 | Belgien   | Chemsdine Talbi    | 9 maj 2005       | Club Brugge KV               |
| 76 | Belgien   | Romeo Vermant      | 24 januari 2004  | Club Brugge KV               |
| 99 | Brasilien | Igor Thiago        | 26 juni 2001     | Ludogorets Razgrad (-23)     |

### Utlånade spelare
| Nr | Land      | Pos | Namn                                             |
| -- | --------- | --- | ------------------------------------------------ |
| -  | Belgien   | MF  | Cisse Sandra (i Excelsior till 30 juni 2024)     |
| -  | Frankrike | F   | Faitout Maouassa (i Lens till 30 juni 2024)      |
| -  | Ghana     | A   | Kamal Sowah (i Standard Liege till 30 juni 2024) |

| Nr | Land    | Pos | Namn                                           |
| -- | ------- | --- | ---------------------------------------------- |
| -  | Belgien | MF  | Lynnt Audoor (i Kortrijk till 30 juni 2024)    |
| -  | Ukraina | A   | Roman Jaremtjuk (i Valencia till 30 juni 2024) |

## Kända spelare
- Jan Ceulemans
- Ulrik le Fevre
- Nicolas Lombaerts
- Jean-Pierre Papin
- Robert Rensenbrink
- Lorenzo Staelens
- Mario Stanic
- Alin Stoica
- Franky Van der Elst
- René Vandereycken
- Tomislav Butina
- Gert Verheyen

## Svenska spelare
- Peter Nilsson
- Kurt Axelsson
- Tom Turesson
- Fredrik Stenman
- Michael Almebäck
- Carlos Strandberg

## Kända tränare
- Philippe Clement
- Ernst Happel